# Flavio Giupponi
Flavio Giupponi (Bergamo, 9 maggio 1964) è un ex ciclista su strada e dirigente sportivo italiano.
Professionista dal 1985 al 1994 e secondo classificato al Giro d'Italia 1989.

## Carriera
Passista e scalatore, si mise in luce già da dilettante, con il G.S. Novartiplast di Cogliate, conquistando il Giro della Valle d'Aosta e la Settimana Lombarda del 1984 e il Giro delle Regioni del 1985.
Passato professionista nel settembre 1985 con la casacca della Del Tongo-Colnago diretta da Pietro Algeri, riuscì a classificarsi quinto al Giro d'Italia 1987; l'anno seguente, al Giro 1988, migliorò il risultato precedente chiudendo quarto: in quelle due edizioni risultò peraltro il primo tra gli italiani nella generale.
Collezionò tre vittorie da professionista, la più importante delle quali è la quattordicesima tappa del Giro d'Italia 1989, da Misurina a Corvara in Badia. Durante la stessa edizione della corsa rosa ebbe modo anche di raggiungere il secondo posto della classifica generale finale, alle spalle soltanto del francese Laurent Fignon. Fu quello un risultato che però non riuscì a confermare nel corso degli anni successivi.
Nella massima categoria ottenne anche due significativi terzi posti al Campionato italiano ed al Gran Premio Città di Camaiore del 1990, anno questo in cui vinse anche il Giro dell'Appennino, mentre fu secondo nella Milano-Torino del 1987.

## Palmarès
- 1984 (dilettanti)

Cronoscalata Gardone Val Trompia-Prati di Caregno
Classifica generale Settimana Ciclistica Bergamasca
Classifica generale Giro della Valle d'Aosta
- 1985 (dilettanti)

Classifica generale Giro delle Regioni
- 1989 (Malvor, una vittoria)

14ª tappa Giro d'Italia (Misurina > Corvara in Badia)
- 1990 (Carrera Jeans, una vittoria)

Giro dell'Appennino

### Altri successi
- 1988 (Del Tongo)

4ª tappa, 2ª semitappa Giro d'Italia (Rodi Garganico > Vieste, cronosquadre)
- 1989 (Malvor)

Trofeo Bonacossa Giro d'Italia
- 1994 (Brescialat)

Classifica scalatori Tour de Suisse

## Piazzamenti

### Grandi giri
- Giro d'Italia

1986: 43º
1987: 5º
1988: 4º
1989: 2º
1990: 17º
1991: ritirato (16ª tappa)
1992: 14º
1993: 11º
1994: 17º
- Tour de France

1990: ritirato (14ª tappa)
- Vuelta a España

1989: ritirato (18ª tappa)
1991: ritirato (20ª tappa)
1992: 101º
1993: ritirato (14ª tappa)
1994: ritirato (17ª tappa)

### Classiche
- Milano-Sanremo

1991: 70º
1992: 126º
1994: 96º
- Giro di Lombardia

1986: 6º
1987: 8º